# Torhoutse Studentenbond
De Thorhoutsche Stundentenbond was een studentenverbond uit het West-Vlaamse Torhout. Onder hun leuze Vlaamsch en de vriend maakten zij deel uit van de Vlaamse Beweging.

## Ontstaan
Vanaf april 1896 kwamen de studenten eenmaal per week samen na de mis van acht uur. De stichter, Achiel Logghe, werd eerst hoofdman. Onderhoofdman werd Juliaan Cloet. Enkel de beste studenten mochten tot de club toetreden. Thema’s waar zei zich op toespitsten waren de Vlaamse strijd, liefde voor de moedertaal, het Groeningeveld en wetenschappen.

## De vergadering
Om te tonen dat ze de vergaderingen serieus namen werden enkele voorwaarden en regels opgelegd. Wie zonder aanvaardbare reden een vergadering miste kreeg een boete van 0,10 Belgische frank. Spijbelende sprekers moesten een boete van 0,24 Belgische Frank betalen. Een lid dat zich tijdens een vergadering niet correct gedroeg kon door de hoofdman uit de bond gestoten worden.

## Stille dood
Na de Eerste Wereldoorlog stierf de Studentenbond een stille dood, mede door het overlijden van hun frontman en tevens frontsoldaat Firmin Deprez.